# Platytomus notialis
Platytomus notialis är en skalbaggsart som beskrevs av Cartwright 1948. Platytomus notialis ingår i släktet Platytomus och familjen Aphodiidae. Inga underarter finns listade i Catalogue of Life.